# Yoma javana
Yoma javana är en fjärilsart som beskrevs av Hans Fruhstorfer 1912. Yoma javana ingår i släktet Yoma och familjen praktfjärilar. Inga underarter finns listade i Catalogue of Life.